# Cristalogénese
Cristalogénese é designação dada ao conjunto de processos físico-químicos que governam a formação de um cristal, natural ou sinteticamente. Sendo a cristalização a transição de um estado desordenado líquido (composto fundido ou dissolvido num solvente), gasoso ou sólido amorfo a um estado ordenado sólido, o seu desenvolvimento é controlado por leis de cinética complexas.

## Entendimento
Um cristal é um material sólido cujos átomos, moléculas ou íons constituintes estão arranjados em um padrão repetitivo ordenado que se estende em todas as três dimensões espaciais. O crescimento do cristal é um estágio importante de um processo de cristalização e consiste na adição de novos átomos, íons ou cadeias de polímeros no arranjo característico da rede cristalina. O crescimento normalmente segue um estágio inicial de nucleação homogênea ou heterogênea (catalisada na superfície), a menos que um cristal "semente", propositadamente adicionado para iniciar o crescimento, já esteja presente.

A ação do crescimento do cristal produz um sólido cristalino cujos átomos ou moléculas estão compactados, com posições fixas no espaço em relação uns aos outros. O estado cristalino da matéria é caracterizado por uma rigidez estrutural distinta e resistência muito alta à deformação (ou seja, mudanças de forma e/ou volume). A maioria dos sólidos cristalinos tem altos valores tanto do módulo de Young quanto do módulo de elasticidade de cisalhamento. Isso contrasta com a maioria dos líquidos ou fluidos, que têm um baixo módulo de cisalhamento e normalmente exibem a capacidade de fluxo viscoso macroscópico.